# Нецка
Нецка (нім. Neetzka) — громада в Німеччині, розташована в землі Мекленбург-Передня Померанія. Входить до складу району Мекленбургіше-Зенплатте. Складова частина об'єднання громад Вольдег.
Площа — 13,37 км2. Населення становить 225 ос. (станом на 31 грудня 2020).